# Ingrid Munneke-Dusseldorp
Ingrid Maria (Ingrid) Munneke-Dusseldorp (Amsterdam, 24 april 1946) is een voormalige Nederlandse roeier. Ze vertegenwoordigde Nederland eenmaal bij de Olympische Spelen, maar won hierbij geen medailles.
Haar eerste grote succes boekte ze in 1972 door in Brandenburg Europees kampioen te worden op het roeionderdeel skiff, een nummer waarop ze twee jaar eerder, bij de EK van 1970, reeds de zilveren medaille had weten te winnen.
Bij de Olympische Spelen van 1976 in Montreal maakte ze op 30-jarige leeftijd haar olympisch debuut. Via 3.49,29 in de series en 4.05,02 in de herkansing plaatste ze zich voor de finale. Daar behaalde ze met een finishtijd van 4.18,71 een vijfde plaats. De finale werd gewonnen door de Oost-Duitse roeier Christine Scheiblich in 4.05,56. Na deze prestatie zette ze een punt achter haar topsportcarrière. Later werd ze docente psychologie.
Ze is lid van de Groningse studentenroeivereniging Aegir. Hiernaast was ze Commissaris Toproeien binnen het Bestuur van de KNRB en zette ze zich vanuit deze functie in voor het toproeien binnen Nederland. Ze is getrouwd met olympisch roeier Jannes Munneke, die op de Olympische Zomerspelen 1972 een negende plaats behaalde op het roeionderdeel de acht met stuurman.

## Titels
- Europees kampioene skiff - 1972

## Palmares

### Roeien (skiff)
- 1970:  EK in Tata - 4.24,80
- 1971: 6e EK - 4.44,80
- 1972:  EK - 3.59,02
- 1976: 5e OS - 4.18,71

### Roeien (vier met stuurvrouw)
- 1974:  WK - 3.31,19